# Pedicularis flammea
Pedicularis flammea — вид трав'янистих рослин родини вовчкові (Orobanchaceae), поширений ув арктичній і субарктичній Європі та Північній Америці. Етимологія: лат. flammea — «вогненний».

## Опис
Багаторічні, трав'янисті, прямостійні рослини. Стебла 10–20 см заввишки, іноді менші, голі й червонувато-коричневого кольору. При основі стебла є розеткові листки. Листя довжиною 1.5–4 см, широко ланцетні в загальних рисах, від перисто-роздільних до перистих із яйцеподібними зубчастими листочками. Квіти завдовжки близько 1.2 см, темно-жовті з більшою частиною верхньої губи темно-червоного забарвлення. Чашечки волохаті, часто строкато-червоні. Капсули принаймні вдвічі довші ніж чашолистки.

## Поширення
Європа (Ісландія, Норвегія, Швеція); Північна Америка (пн.-сх. Канада, Гренландія). Зростає у вологих місцях на луках, пустищах і щебенистих місцях, де ґрунт кислий.

## Галерея

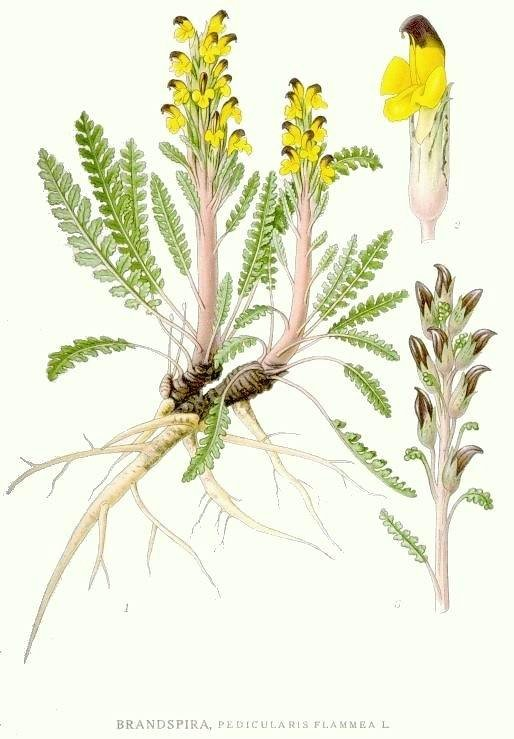